# FSO Safer
FSO Safer ，又譯「安全號」，是一艘位于也门荷台达市北部，停泊于红海的浮式储油船。
Safer载有超过114万桶石油。自2015年也门内战开始以来，它的船体结构几乎没有被维护，长期暴露在对船体有腐蚀的潮湿环境中。在这艘船的所有权和责任分割的问题上，沙特支持的也门政府与当地胡塞武装组织僵持不下。船上用来防止爆炸用的惰性气体已经消耗殆尽，这使其面临爆炸并造成环境问题的风险。

## 历史
Safer最初由日本日立造船公司于 1976 年作为油轮Esso Japan建造。在建成时，它的总吨位为 192,679 吨，载重吨位为406,640 吨。其船长有362米，船宽70米，由一台蒸汽轮机提供动力，服务航速（英語：Service Speed）为15.5節（17.8英里每小時）。
1987年，Esso Japan被改装为Unpropelled Storage Vessel，并更名为Safer。1988年，它系泊于也门海岸外7（4.3英里）处。
也门政府通过Yemen Oil and Gas Corporation拥有其所有权。该公司利用它储存和出口马里卜周围内陆油田产出的石油。以该船的存储设计而言，Safer可存储约300万桶石油。

## 船体损坏
2015年3月，在也门内战初期， 胡塞武装控制了Safer的停泊点周围的海岸，Safer因此落入胡塞武装手中。在接下来的几年里，她的船体结构状况显著恶化，面临迫在眉睫的船体破裂及油气爆炸风险。在正常情况下，油轮的这类风险可以以惰性气体控制。据估计，这艘船目前载有约 114 万桶石油，价值达 8000 万美元。这成为了胡塞武装与也门政府谈判的焦点，双方都声称对船只及货物拥有所有权。2019 年 12 月上旬，半岛电视台报道称，石油已开始从Safer泄漏，但随后的卫星图像显示该报告不准确，没有石油从船上流出的迹象。
2020年7月，在该船冷却系统出现泄漏，海水进入机房后，联合国安理会因此事召开特别会议。7 月 15 日，联合国警告称FSO Safer泄漏的石油将有可能达到阿拉斯加港湾漏油事件的四倍。
2020年9月24日，沙特驻联合国大使在一封信中称，有专家观察到“船上的一条连通货舱的管道可能已与将其固定在船体底部的装置分离，现在漂浮在海面”。11 月下旬，联合国和胡塞领导人达成协议，允许一个由联合国领导的小组在 2021 年 1 月之前登上Safer以进行检查和维修。 由于胡塞组织未能提供保证联合国领导小组安全的信函，该计划被无限期推迟。
据报道，截至2021年10月，FSO Safer面临着迫在眉睫的沉没、失火或爆炸风险。倘若出现大规模的石油泄漏，其后果将是灾难性的：荷台达和阿萨利夫港口将关闭数周，中断该国一半人口所依赖的粮食援助。泄露同时也可能会导致泵送或输送水所需的燃料不足，并可能危及该地区的海水淡化厂。泄漏还将打击当地 170 万人赖以生存的渔业，并可能扰乱通过红海和苏伊士运河的全球贸易。
2022年3月5日，穆罕默德·胡塞 (Mohammed al-Houthi)与联合国签署了一项协议，将仍在这艘油轮中的石油泵入另一艘船，以防止潜在的环境灾难。联合国同时为该行动启动了一项众筹计划。
2022年9月，联合国宣布美国、欧盟、加拿大、沙特、卡塔尔、科威特及诸多欧洲国家已承诺提供足够支撑项目第一阶段的资金，目前正在等待资金到位。